# Lac glaciaire Ojibway
Pour les articles homonymes, voir Ojibwés.

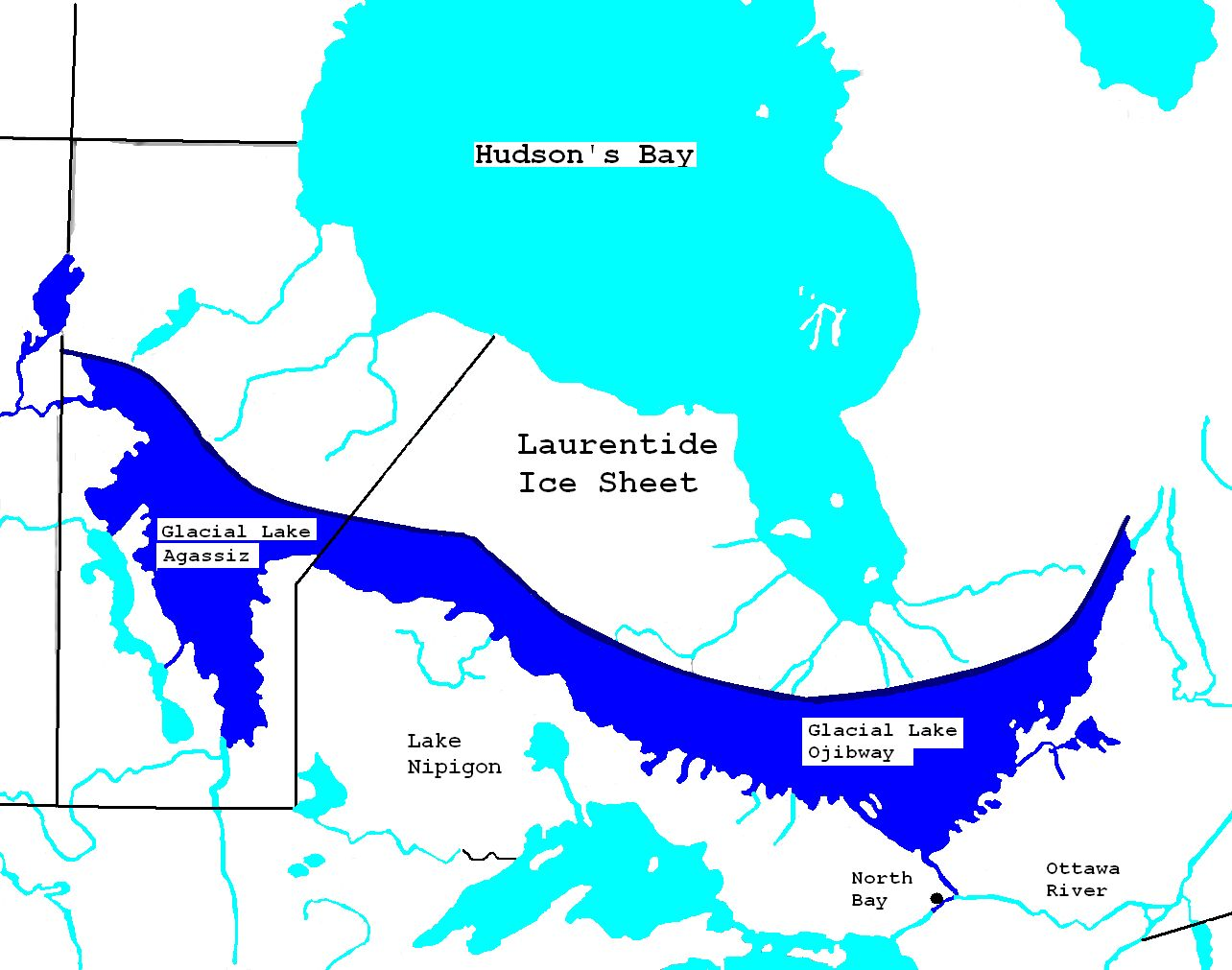
Le lac glaciaire Ojibway en connexion avec le lac Agassiz dans la configuration il y a environ 7 800 à 7 900 ans.

Le lac glaciaire Ojibway, à ne pas confondre avec l'actuel lac de l'Ojibway, est un ancien lac ou paléo-lac qui s'est formée à la suite de la dernière déglaciation de l'Amérique du Nord résultant de la conséquence  de la production d'eau de fonte associée au retrait progressif de l'inlandsis laurentidien vers le Nord. Cette vaste étendue d'eau recouvrait les territoires nouvellement déglacés du Témiscamingue et de l'Abitibi. Le lac glaciaire Ojibway était le dernier des grands lacs proglaciaires de la dernière ère glaciaire.

## Évolution géomorphologique
Les lacs glaciaires Barlow et Ojibway, auraient été les derniers d’une série continue de lacs qui suivirent la remontée vers le Nord de la marge glaciaire laurentidienne lors de la dernière déglaciation. La formation de séries d’exutoires ou émissaires localisés aux ruptures de pente le long de l’axe fluvial constitué par les vallées de l’Outaouais, de la rivière Kinojévis et de la rivière des Quinze contrôlait la fluctuation du niveau des eaux. L'évènement ayant entraîné la séparation des lacs Barlow et Ojibway a conduit à la rupture de pente la plus importante de tout l’axe fluvial. Les eaux du lac Barlow se sont ainsi retrouvées confinées dans le bassin du Témiscamingue et a donné naissance à un autre lac indépendant, le lac Ojibway.
L'évolution du lac Ojibway a été marquée au moins par trois phases principales : la phase Angliers où le niveau du lac se situait à 260 m et deux autres phases à 275 m et 300 m associées à l'exutoire Kinojévis. Certaines études géomorphologiques et stratigraphiques de la région du lac Abitibi et de La Sarre en Abitibi ont démontré que le lac Ojibway a connu plusieurs changements de configuration vers la fin de son existence. Elles suggèrent également la survenue d'épisodes de drainage mineur qui auraient précédé la vidange finale du Lac Agassiz-Ojibway.En témoigne la présence de terrasses d'érosion lacustre retrouvées dans l'argile. Un quatrième niveau restreint au territoire du pourtour du lac Abitibi actuel et présentant les élévations les plus basses semble témoigner d'une phase ayant précédé la formation du lac Abitibi. Le prélèvement d'ostracodes extraient d'une bande de drainage a permis une datation par le carbone 14 du niveau stratigraphique correspondant. Après correction, l'âge des sédiments glaciolacustres et glaciomarins ceinturant une unité de vidange du lac Ojibway dans la baie James a pu être estimé entre 7679 et 7696 ans.